# Louis Meeuwessen
Louis Marinus Meeuwessen (Rotterdam, 14 november 1903 – Amsterdam, 8 augustus 1985) was een amateurbokser uit Nederland, die namens zijn vaderland eenmaal deelnam aan de Olympische Spelen.
In 1924, toen Parijs gastheer was van de Olympische Spelen, verloor hij in de eerste ronde van het middengewicht (tot 75 kilogram). Meeuwessen maakte in de Franse hoofdstad deel uit van een negenkoppige selectie, die onder leiding stond van trainer Theo Huizenaar. Hij was aangesloten bij het Amsterdamse DAB.
Hij overleed op 81-jarige leeftijd in het Eduard Douwes Dekkerhuis in Amsterdam.